# Darío Ocampo
Darío Ocampo es un futbolista argentino nacionalizado paraguayo. Juega como mediocentro organizador.

## Trayectoria
Realizó parte de las divisiones inferiores en Quilmes pero pronto llamó la atención de los responsables de inferiores de Vélez Sarsfield quienes lo llevaron al club desde temprana edad. En 2004 debutó en la Primera división argentina en un partido entre Vélez e Instituto. En 2005 formó parte del plantel de Vélez campeón del Torneo Clausura a pesar de que disputó solo unos pocos minutos. Su actuación más destacada en el club fue en un partido ante Racing en 2006 donde convirtió un recordado gol gambeteando a medio equipo rival en la victoria de Vélez por 2 a 0.
Fue parte del plantel y participó de varios encuentros (incluido el gol de la victoria frente a Estudiantes LP) del Torneo Clausura 2009 donde finaliza campeón el equipo de Liniers.
En el Torneo Apertura 2009 se suma al Rosario Central de la Primera División Argentina. Al año siguiente, ficha para Argentinos Juniors.
En agosto del 2012 adquiere la nacionalidad paraguaya, ya que su madre, Juana Celsa Almada, es oriunda de Capitán Meza, departamento de Itapúa, Paraguay.

## Clubes
| Club               | País      | Año         | PJ  | Goles |
| ------------------ | --------- | ----------- | --- | ----- |
| Vélez Sarsfield    | Argentina | 2004 - 2009 | 91  | 8     |
| Rosario Central    | Argentina | 2009 - 2010 | 4   | 0     |
| Argentinos Juniors | Argentina | 2010 - 2011 | 7   | 0     |
| Guaraní            | Paraguay  | 2011 - 2017 | 168 | 15    |
| General Díaz       | Paraguay  | 2018 - 2019 | 30  | 3     |

### Goles en la Copa Libertadores
| Resultados      | Resultados | Resultados | Resultados        | Lugar        | Estadio                      | Fecha               | Temporada | Gol(es) |
| --------------- | ---------- | ---------- | ----------------- | ------------ | ---------------------------- | ------------------- | --------- | ------- |
| Vélez Sarsfield | 2          | 2          | Newell's Old Boys | Buenos Aires | Estadio José Amalfitani      | 3 de mayo de 2006   | 2006      | 1 gol   |
| Vélez Sarsfield | 3          | 1          | Boca Juniors      | Buenos Aires | Estadio José Amalfitani      | 9 de mayo de 2007   | 2007      | 1 gol   |
| Guaraní         | 5          | 2          | Deportivo Táchira | Asunción     | Estadio Defensores del Chaco | 10 de marzo de 2015 | 2015      | 1 gol   |

Para un total de 3 goles.

## Palmarés

### Campeonatos nacionales
| Título                       | Club            | País      | Año    |
| ---------------------------- | --------------- | --------- | ------ |
| Primera División             | Vélez Sársfield | Argentina | C-2005 |
| Primera División             | Vélez Sársfield | Argentina | C-2009 |
| Primera División de Paraguay | Guarani         | Paraguay  | C-2016 |